# Ivo Jan senior
Ivo Jan (* 10. April 1942 in Jesenice, Jugoslawien) ist ein ehemaliger jugoslawischer Eishockeynationalspieler, der in den 1960er und 1970er beim HK Jesenice in der Jugoslawischen Eishockeyliga aktiv war. Mit der jugoslawischen Eishockeynationalmannschaft nahm er an drei Olympischen Winterspielen und 15 Weltmeisterschaften teil. Sein Sohn Ivo Jan junior war ebenfalls Eishockeyspieler und arbeitet heute als Trainer. Auch seine Brüder Bogo und Milan waren jugoslawische Nationalspieler.

## Karriere
In seiner Jugend spielte Ivo Jan im Sommer Fußball und im Winter Eishockey. Zwischen 1957 und 1971 gewann er mit dem HK Jesenice fünfzehn Mal in Folge den jugoslawischen Meistertitel.
In der Saison 1971/72 spielte er für HDD Olimpija Ljubljana und Anfang der 1980er Jahre noch für HDK Cinkarna Celje.

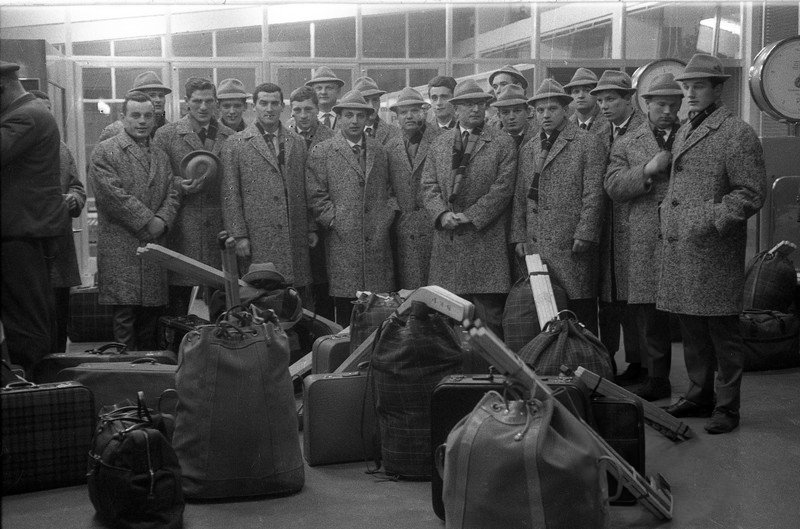
Die jugoslawische Nationalmannschaft bei der Weltmeisterschaft 1965

Für die jugoslawische Nationalmannschaft absolvierte er mehr als 200 Länderspiele und nahm dabei an fünfzehn Weltmeisterschaften teil. Er war Mitglied der „goldenen Mannschaft“, die sich drei Mal in Folge für die Olympischen Spiele qualifizierte. 1964, bei den Olympischen Spielen in Innsbruck, erreichte das Team den 14. Platz, im Jahr 1968 in Grenoble den 9. Platz und 1972 in Sapporo Platz 11.
2007 wurde er in die neu gegründete Slowenische Eishockey-Ruhmeshalle aufgenommen.

## Erfolge und Auszeichnungen
- 1957–1971 15-facher jugoslawischen Meister mit dem HK Jesenice
- 2007 Aufnahme in die Slowenische Eishockey-Ruhmeshalle

## Statistik International
(Legende zur Spielerstatistik: Sp oder GP = absolvierte Spiele; T oder G = erzielte Tore; V oder A = erzielte Assists; Pkt oder Pts = erzielte Scorerpunkte; SM oder PIM = erhaltene Strafminuten; +/− = Plus/Minus-Bilanz; PP = erzielte Überzahltore; SH = erzielte Unterzahltore; GW = erzielte Siegtore; 1 Play-downs/Relegation; Kursiv: Statistik nicht vollständig)